# Bruno Martini
Bruno Martini (Nevers, 25 de janeiro de 1962 – 20 de outubro de 2020) foi um goleiro francês.

## Carreira

### Clubes
Durante dezesseis anos de carreira, Martini jogou apenas em três equipes: Nancy, Auxerre e Montpellier. Deixou de jogar em 1999. Conquistou a Copa da França de Futebol em 1994.

### Seleção Francesa
Martini estreou pela Seleção Francesa de Futebol em 1987, e participou em algumas partidas nas eliminatórias para as Copas de 1990 e 1994, mas a França não se classificou para os dois torneios. Ele jogou duas Eurocopas: 1992 e 1996, deixando a Seleção nesse ano.

## Morte
Martini morreu em 20 de outubro de 2020, aos 58 anos, devido a uma parada cardíaca.